# Bistum Rubiataba-Mozarlândia
Das Bistum Rubiataba-Mozarlândia (lateinisch Dioecesis Rubiatabensis-Mozarlandensis, portugiesisch Diocese de Rubiataba-Mozarlândia) ist eine in Brasilien gelegene römisch-katholische Diözese mit Sitz in Mozarlândia im Bundesstaat Goiás.

## Geschichte
Papst Paul VI. gründete mit der Apostolischen Konstitution De animarum utilitate am 11. Oktober 1966 die Territorialprälatur Rubiataba aus Gebietsabtretungen des Erzbistums Goiânia, dem es auch als Suffragandiözese unterstellt wurde.
Am 18. April 1979 nahm es den Namen, Territorialprälatur Rubiataba-Mozarlândia, an. Mit der Bulle Cum prelaturae wurde es am 16. Oktober des gleichen Jahres zum Bistum erhoben.

## Territorium
Das Bistum Rubiataba-Mozarlândia umfasst die Gemeinden Araguapaz, Aruanã, Crixás, Faina, Matrinchã, Morro Agudo de Goiás, Mozarlândia, Mundo Novo, Nova América, Nova Crixás, Rubiataba und Uirapuru des Bundesstaates Goiás.

## Ordinarien

### Prälat von Rubiataba
- Juvenal Roriz CSsR (27. Oktober 1966 – 5. Mai 1978, dann Erzbischof von Juiz de Fora)

### Prälat von Rubiataba-Mozarlândia
- José Carlos de Oliveira CSsR (14. September 1979 – 16. Oktober 1979)

### Bischöfe von Rubiataba-Mozarlândia
- José Carlos de Oliveira CSsR (16. Oktober 1979 – 27. Februar 2008)
- Adair José Guimarães (27. Februar 2008 – 27. Februar 2019, dann Bischof von Formosa)
- Francisco Agamenilton Damascena (23. September 2020 – 28. Mai 2025, dann Bischof von Luziânia)
- Sedisvakanz (seit 28. Mai 2025)